# Lac Hui Hui
Le lac Hui Hui en Argentine, est un lac andin d'origine glaciaire, situé dans le département d'Aluminé de la province de Neuquén, en Patagonie. Il se trouve au sein du Parc national Lanín. 

## Toponymie
Hui Hui  en mapudungun, langue des Mapuches, signifie coassement de petites grenouilles ou de petits crapauds.

## Géographie
Il se trouve à 4 kilomètres au nord du lac Quillén et à moins de 5 kilomètres de la frontière chilienne. Il est entouré d'une dense forêt andino-patagonique qui s'étend tout au long de ses côtes, et qui comprend de belles populations de conifères et de Nothofagacées, notamment d'Araucaria araucana, de coihues (Nothofagus dombeyi) et de lengas (Nothofagus pumilio). 
Le lac occupe le lit d'un ancien glacier et s'étend d'ouest en est sur quelque 3,6 kilomètres. 

Le lac, situé au sein du parc national Lanín, est contrôlé par l' Administración de Parques Nacionales. Il n'est pas permis de camper, ni de faire du feu sur ses rives. 

Le lac est éloigné des grandes agglomérations. Il n'y a pas d'hôtels ni aucun autre type de logement permanent. 

## Émissaire
Son émissaire, le río Hui Hui se jette dans le lac Quillén et se retrouvent donc dans le río Quillén qui se jette dans le río Aluminé. 

Ce dernier, affluent du río Limay, fait partie du bassin du río Negro.

## Pêche
Le lac est riche en salmonidés, surtout en truites arc-en-ciel (Oncorhynchus mykiss) et en ombles de fontaine (Salvelinus fontinalis).